# 출입국 도장

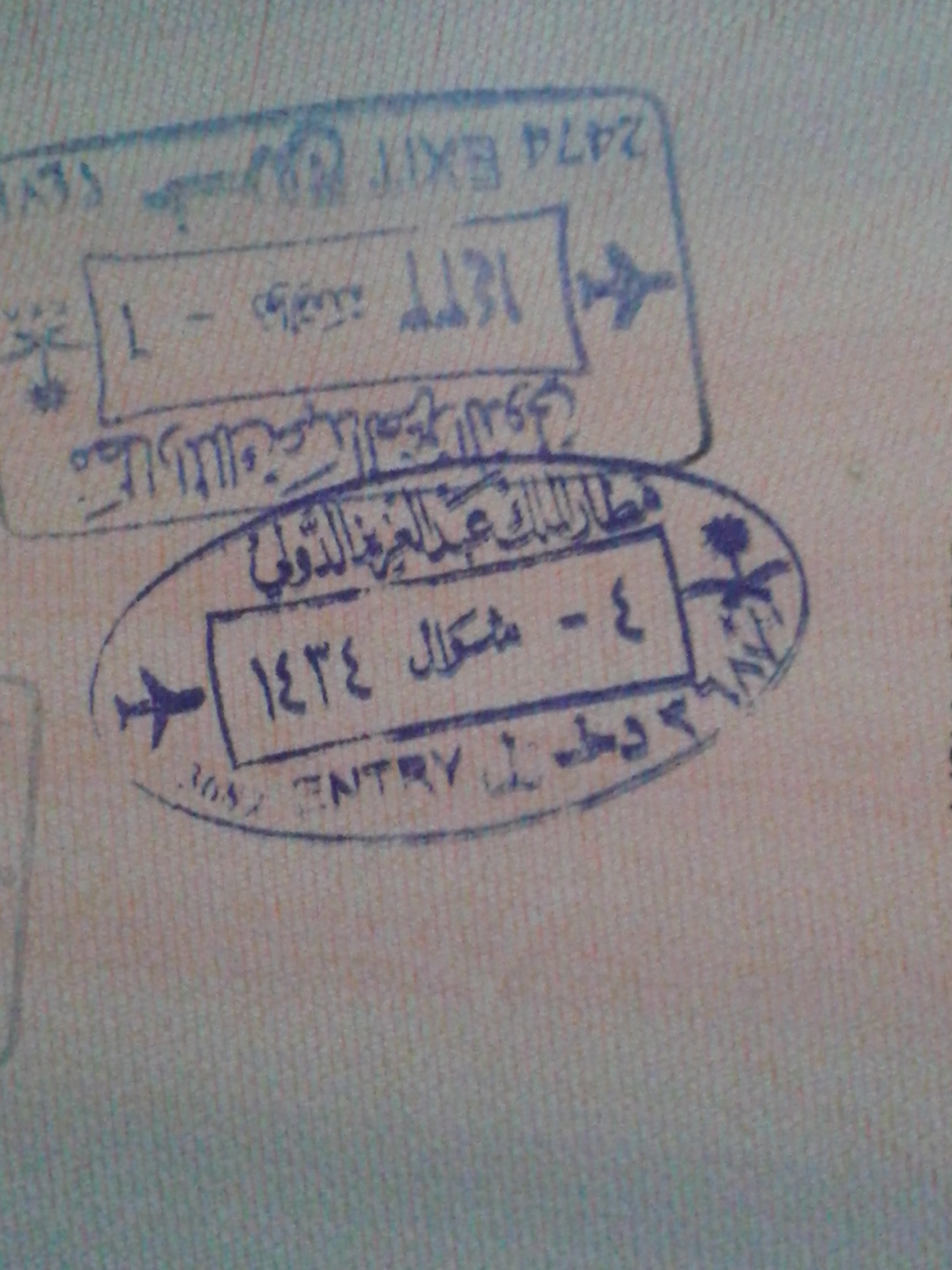
사우디아라비아의 킹 압둘아지즈 국제공항에서 필리핀 여권에 찍힌 출입국 도장. 날짜가 이슬람력 방식으로 표기되어 있다.

출입국 도장(出入國 圖章)은 출입국관리를 목적으로 여권 비자 란에 찍히는 증인이다.
출입국 도장은 여행자가 그 나라에 입국하거나 출국할 때 출입국관리 당국에 의해 여권을 확인받을 때 여권에 증인을 찍혀진다. 어떤 국가에서는 출국 도장이 생략되기도 한다.
출입국 도장은 날인되는 입국 및 출국되는 날짜나 체류 기간이 적혀지며, 입국 관리에 필요한 사항을 병기할 수 있다. 도장의 모양과 잉크의 색상에 특별한 의미를 갖는 경우도 있다.
또한 일본의 상륙 허가증처럼 도장이 아닌 스티커 방식으로 사용되는 경우도 있다.
자동 출입국심사를 이용한 경우 출입국 증인이 날인되지 않는다.

## 국가별 출입국 도장

### 아시아

#### 방글라데시
방글라데시는행자의 관련 여행 정보에 접근하기 위해 사용된다.
도장은 빨간색으로 표시된 날짜를 제외하고 항상 검은색으로 표시되어 있다. 맨 오른쪽 사진을 보면 각 출입국 도장마다 왼쪽에 입국, 출국을 가리키는 화살표가 달려있으며, 위쪽에 있는 도착(입국) 도장의 오른쪽 상단 모서리와 아래쪽에 있는 출발(출국) 도장 오른쪽 가운데에 교통수단의 그림이 있다.
입국 스탬프는 직사각형이고 출국 스탬프는 타원형이다.

#### 바레인

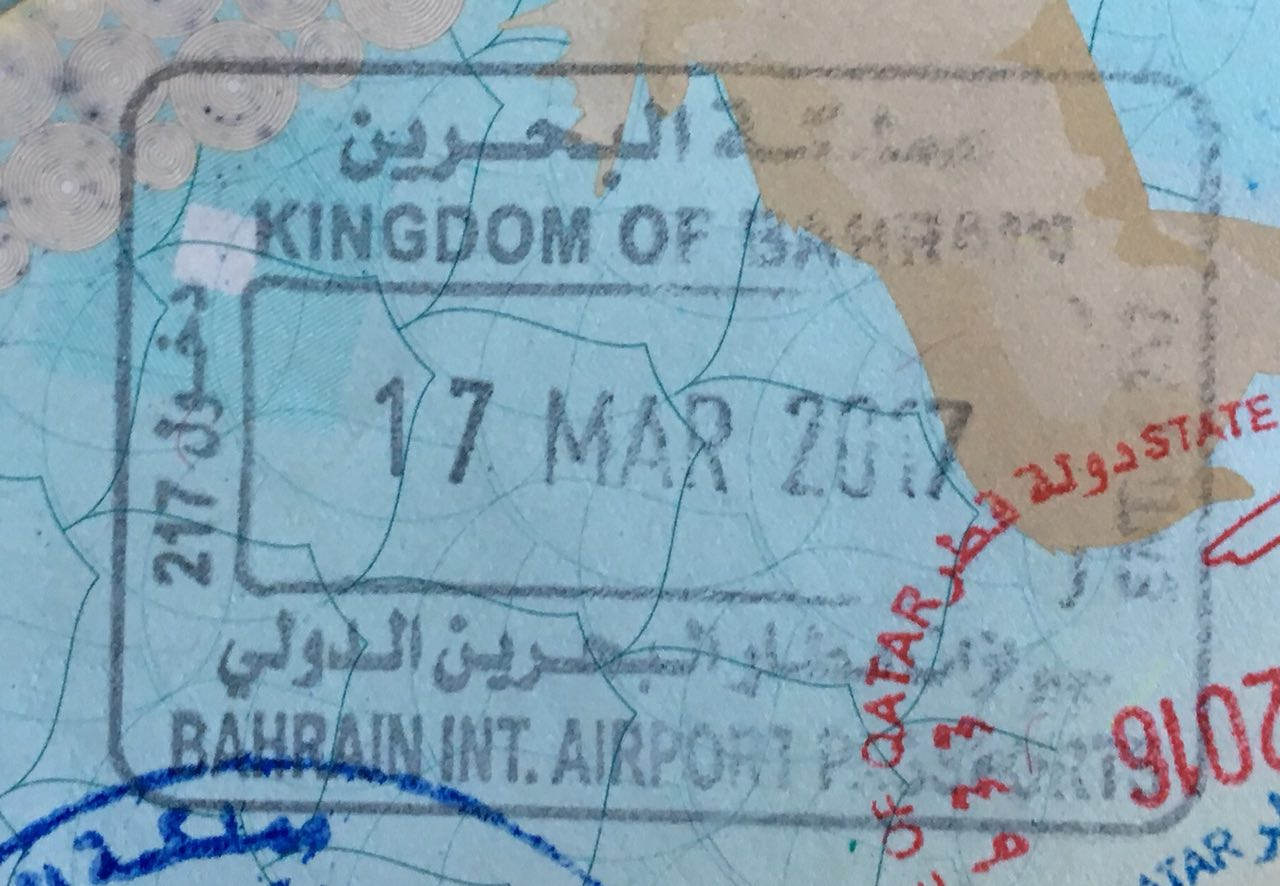
바레인 국제공항에서 찍힌 입국 도장
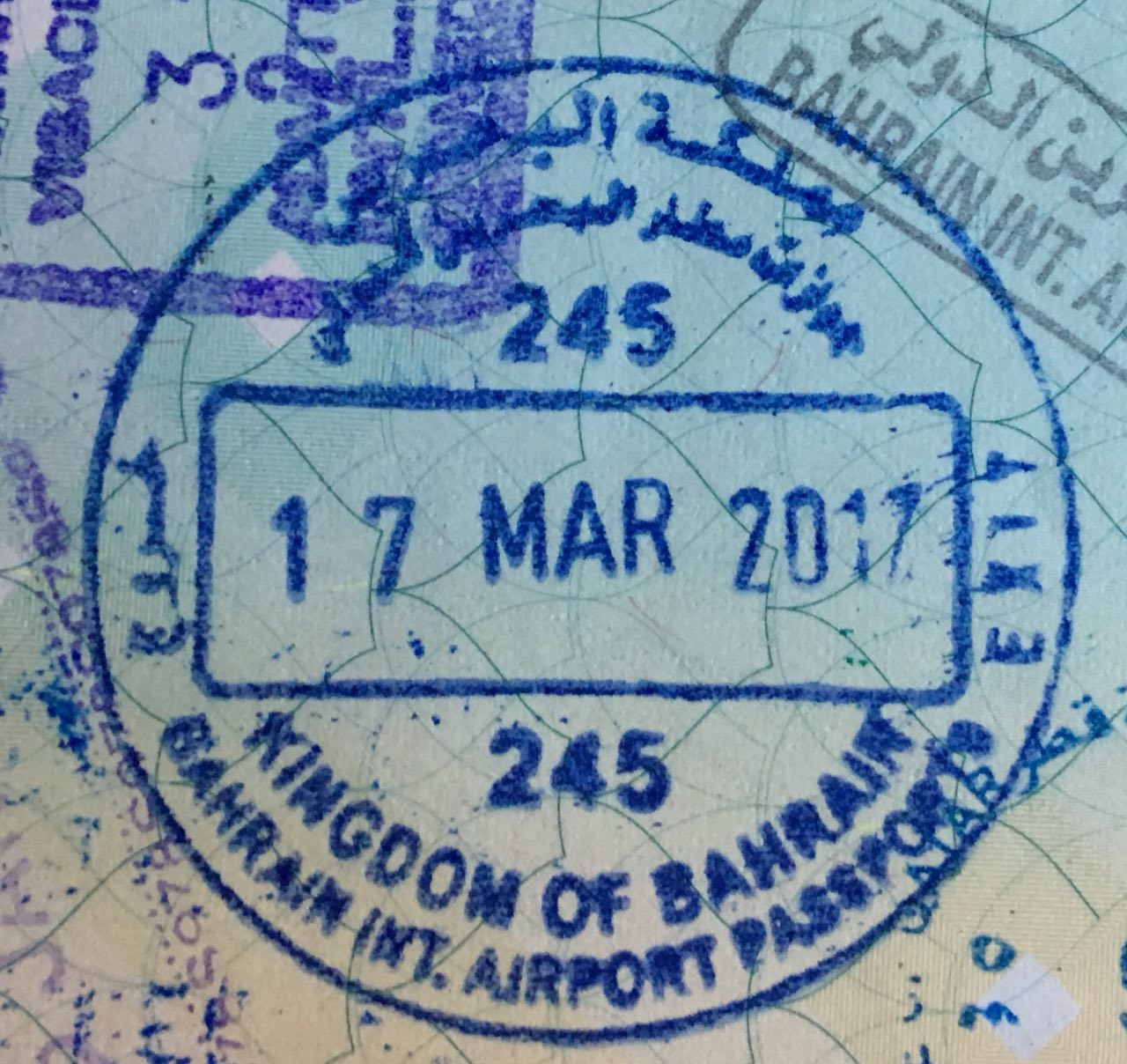
바레인 국제공항에서 찍힌 출국 도장

위에 있는 사진들(오른쪽은 출국도장, 왼쪽은 입국도장)은 바레인 국제공항에서 찍은 출입국 도장이다.

#### 캄보디아

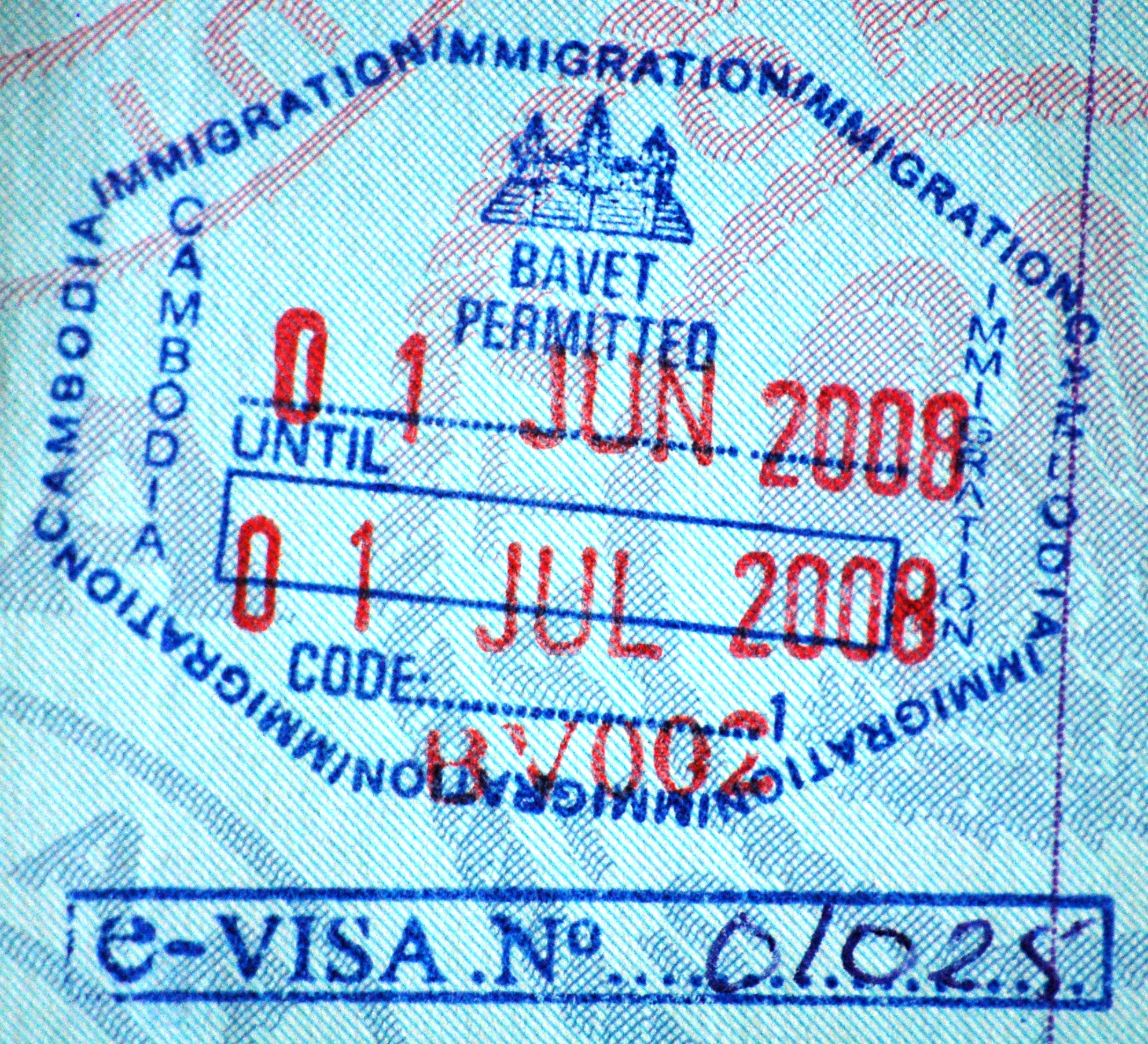
캄보디아와 베트남 국경에서 육료를 가로지르는 출입국심사센터에서 찍힌 입국 도장
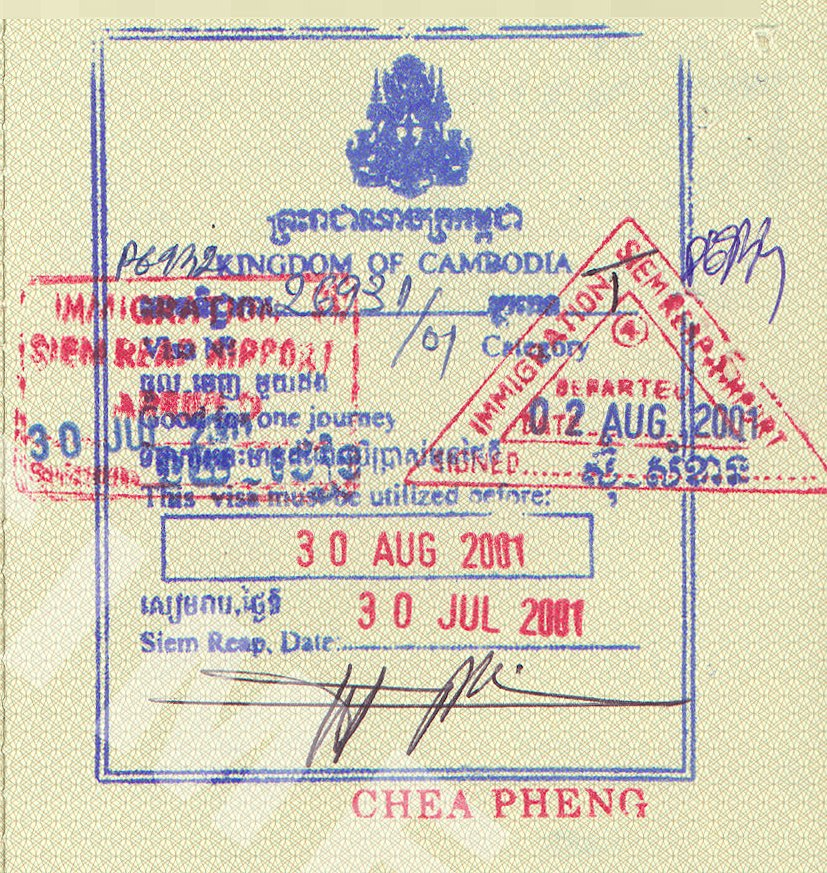
시엠립 국제공항에서 오래된 여권에 찍힌 도장과 비자
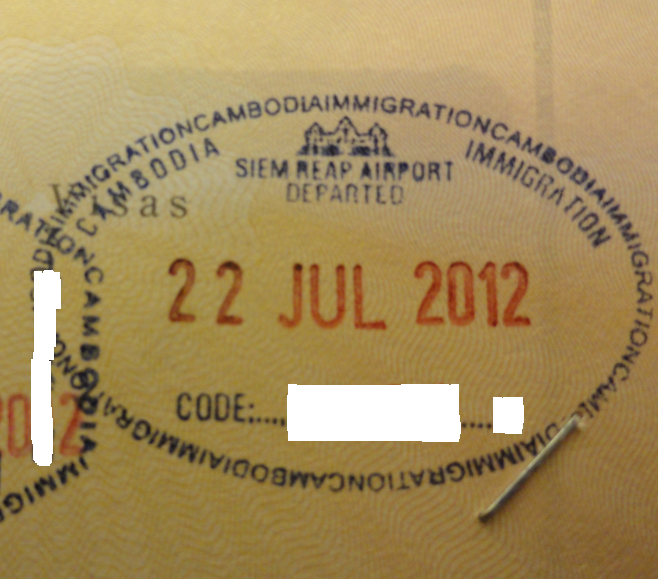
시엠립 국제공항에서 찍힌 출국 도장

위에 있는 사진들(오른쪽은 출입국심사센터에서 찍힌 입국도장, 가운데는 여권에 찍힌 비자와 도장, 왼쪽은 출국도장)은 캄보디아의 출입국 도장이다.

#### 중국

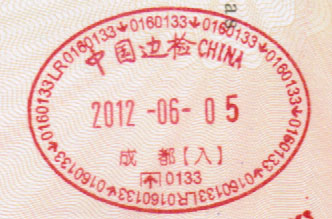
청두 솽류 국제공항에서 이전 중국 여권에 찍힌 입국 도장
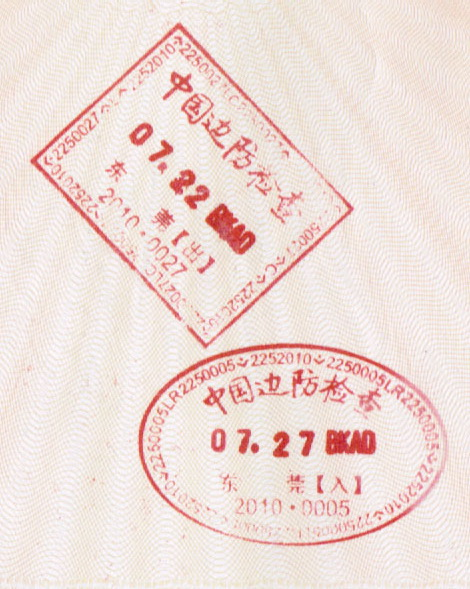
둥관시에서 이전 중국 여권에 찍혀있는 출입국 도장
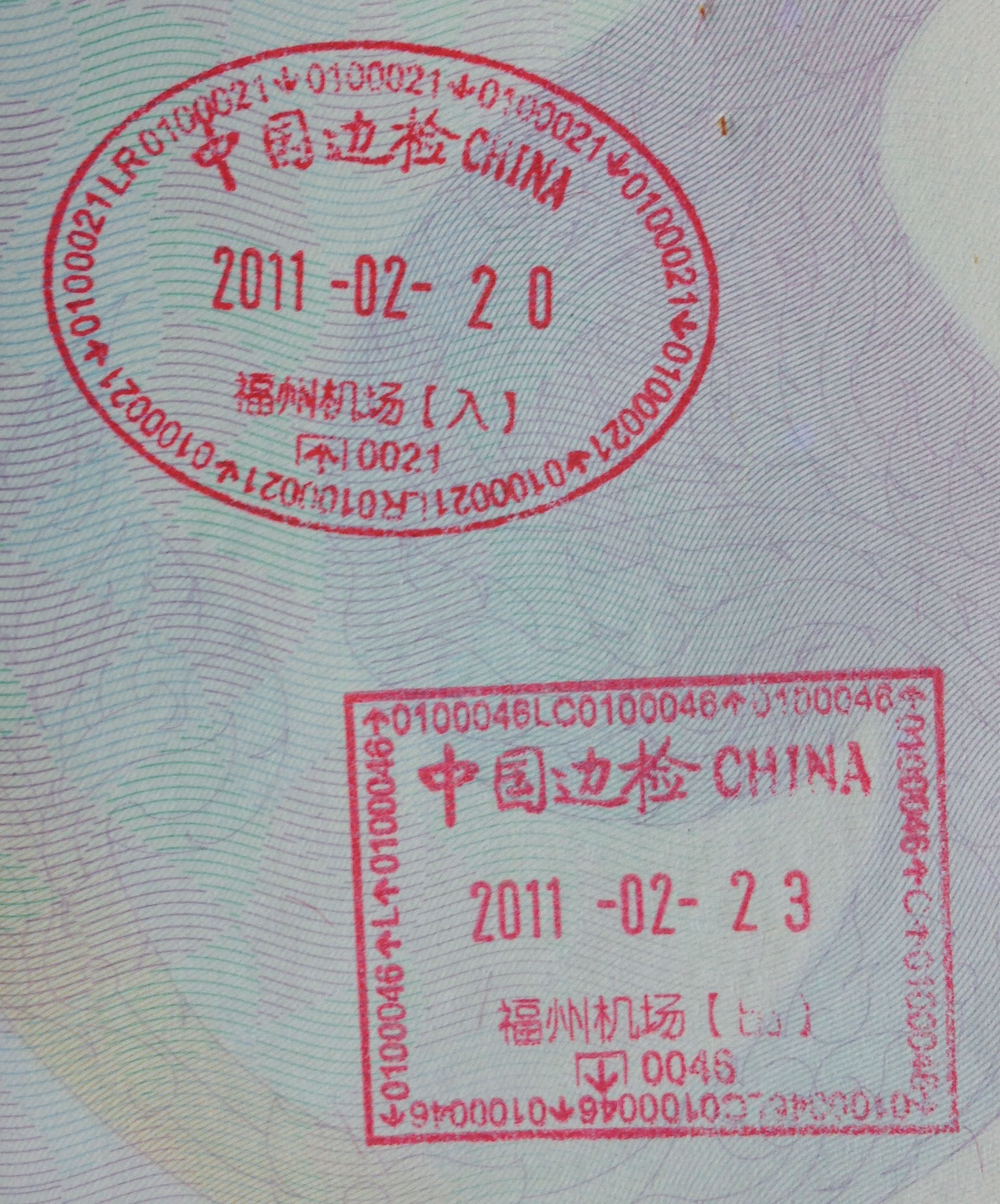
푸저우 창러 국제공항에서 이전 태국 여권에 찍힌 출입국 도장
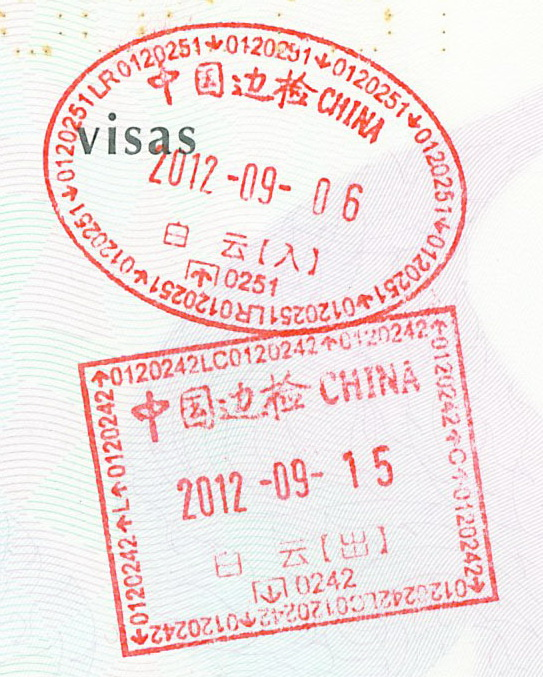
광저우 바이윈 국제공항에서 태국여권에 찍힌 출입국 도장
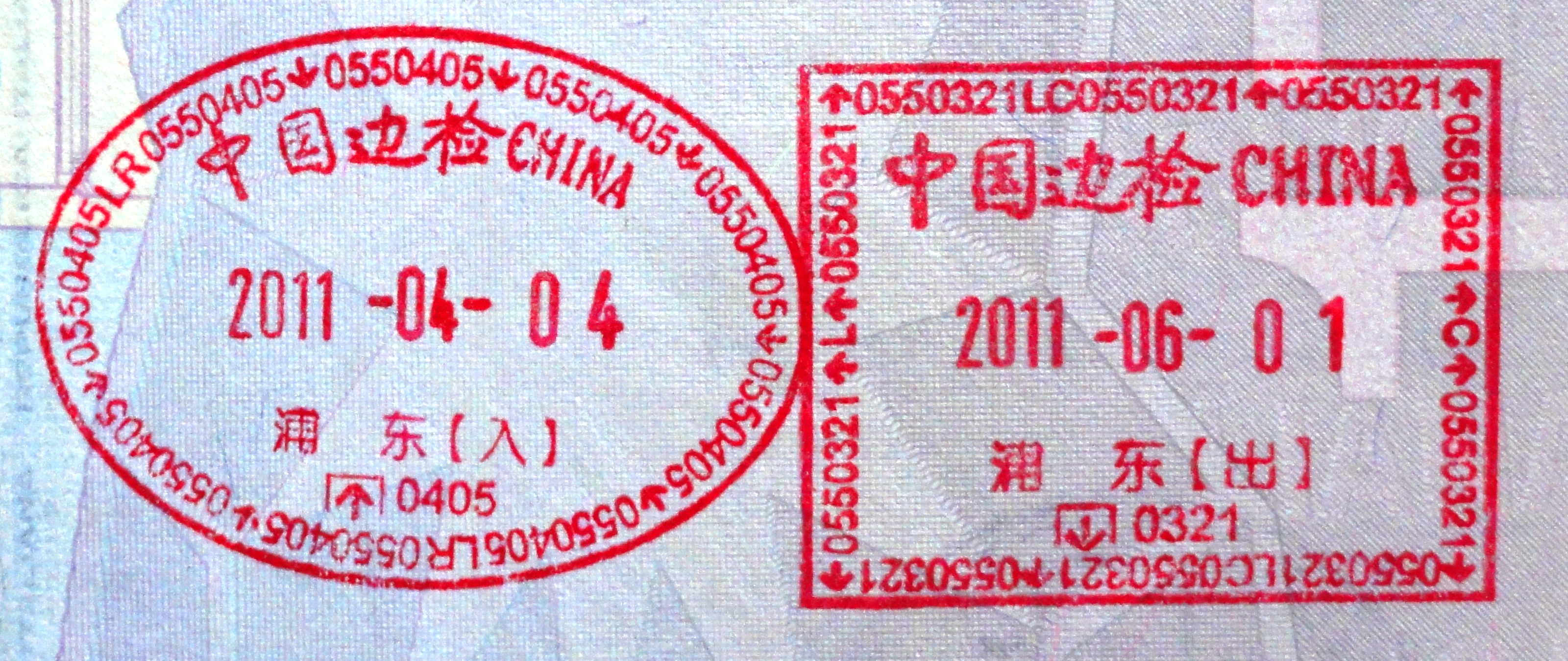
상하이 푸동 국제공항에서 이탈리아 여권에 찍힌 출입국 도장
베이징 수도 국제공항에서 대한민국 여권에 찍힌 출입국 도장

위에 있는 사진들은 중국의 출입국 도장이다.

#### 홍콩

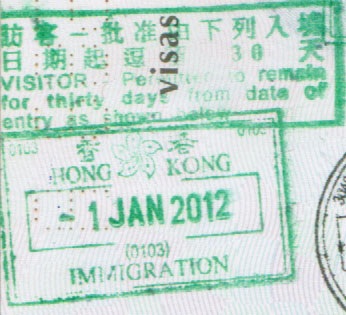
홍콩 중국 페리터미널에서 태국 여권에 찍힌 입국 도장
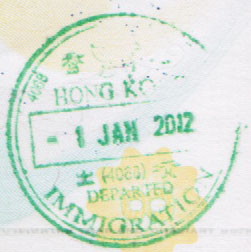
홍콩 중국 페리 터미널에서 태국 여권에 찍힌 출국 도장
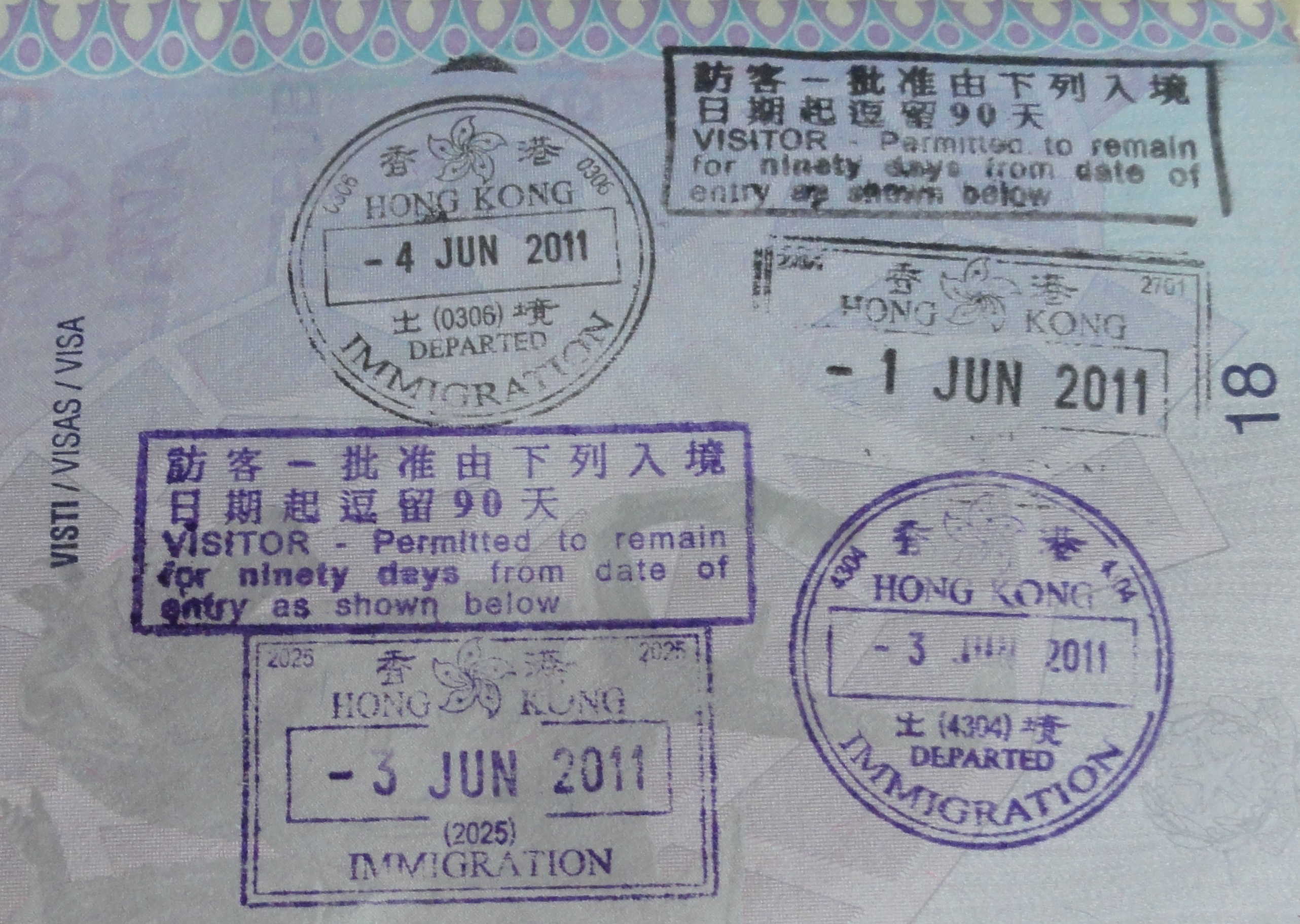
홍콩 국제공항에서 이탈리아 여권에 찍힌 출입국 도장
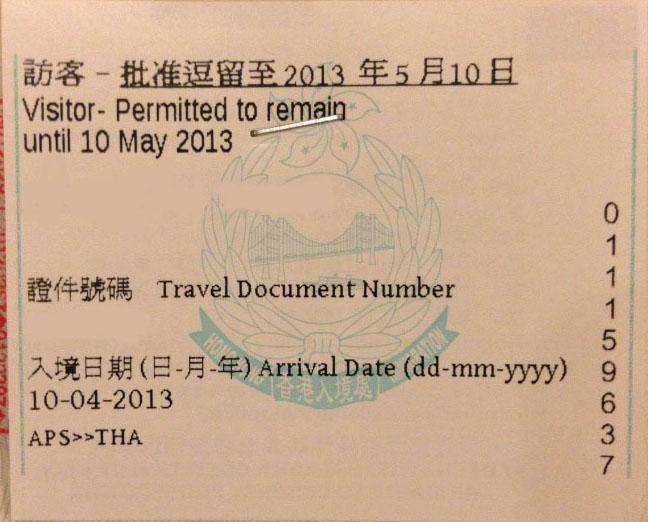
2013년 3월 이후의 착륙전표

홍콩은 홍콩을 드나드는 방문객들의 여권에 도장(홍콩 신분증을 사용하는 거주자들은 도장을 받지 않았다)을 찍곤 했다. 1997년 홍콩 주권이 중화인민공화국으로 이전되기 직전과 이후, 모든 입항항에서 출입국 도장은 동일했다.

#### 인도

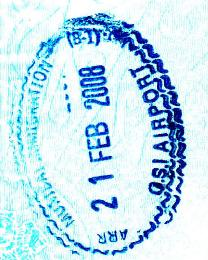
뭄바이 국제공항에서 인도 여권에 찍힌 입국 도장
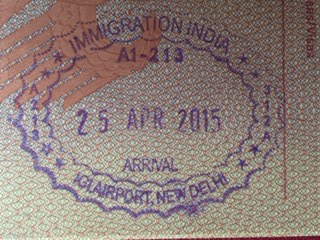
델리 국제공항에서 독일 시민에게 발행된 입국도장
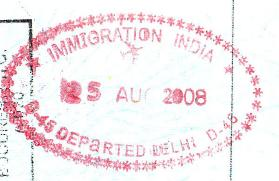
델리 국제공항에서 인도 여권에 찍힌 출국 도장
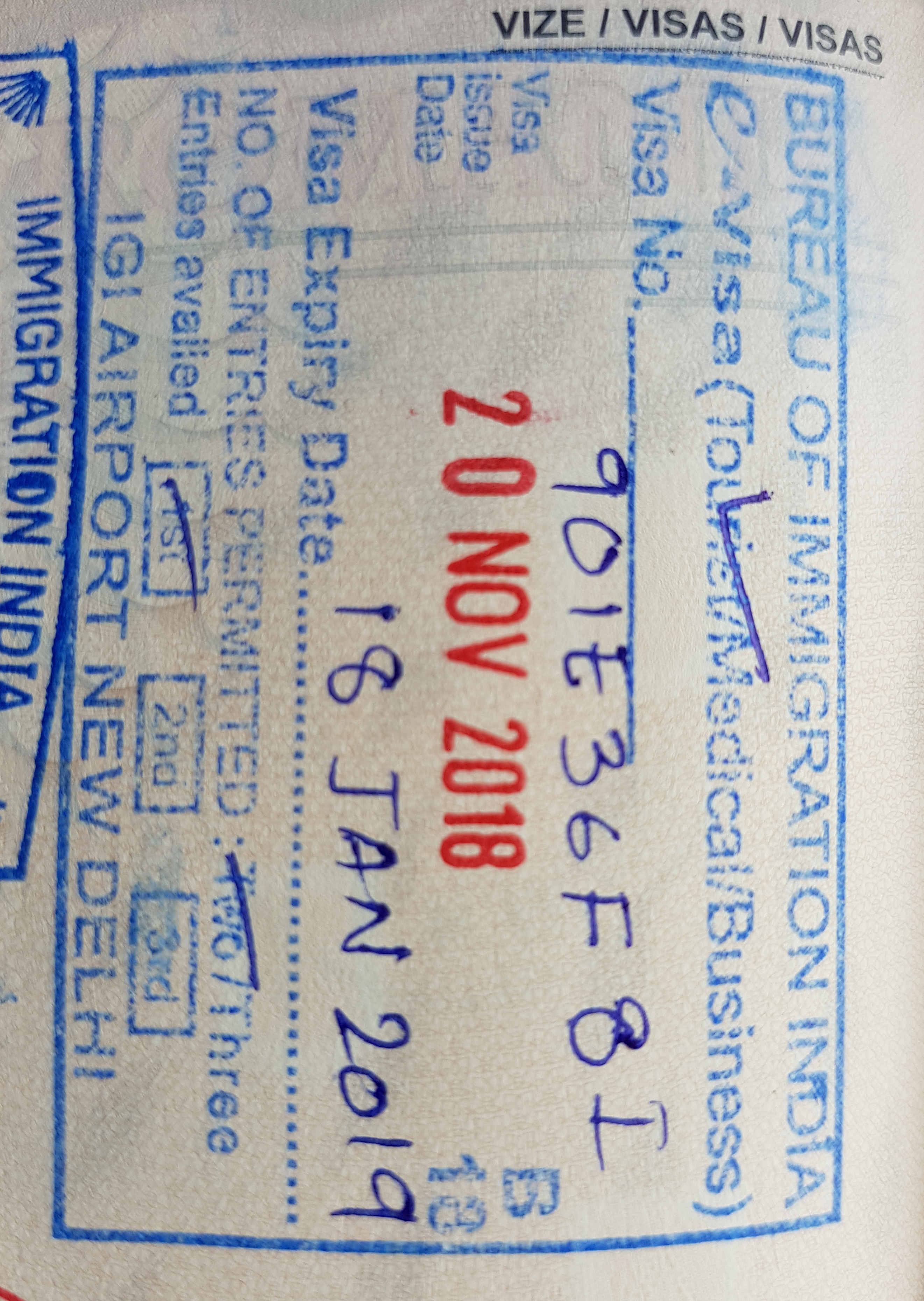
델리 국제공항에서 루마니아 여권에 찍힌 e-Visa

인도는 승객의 움직임을 빠르게 추적하기 위해 파란색으로, 빨간색으로, 여권 출입국 도장 색상의 차이를 이용한다. 도장은 직사각형, 원형 또는 타원형일 수 있다.

#### 인도네시아

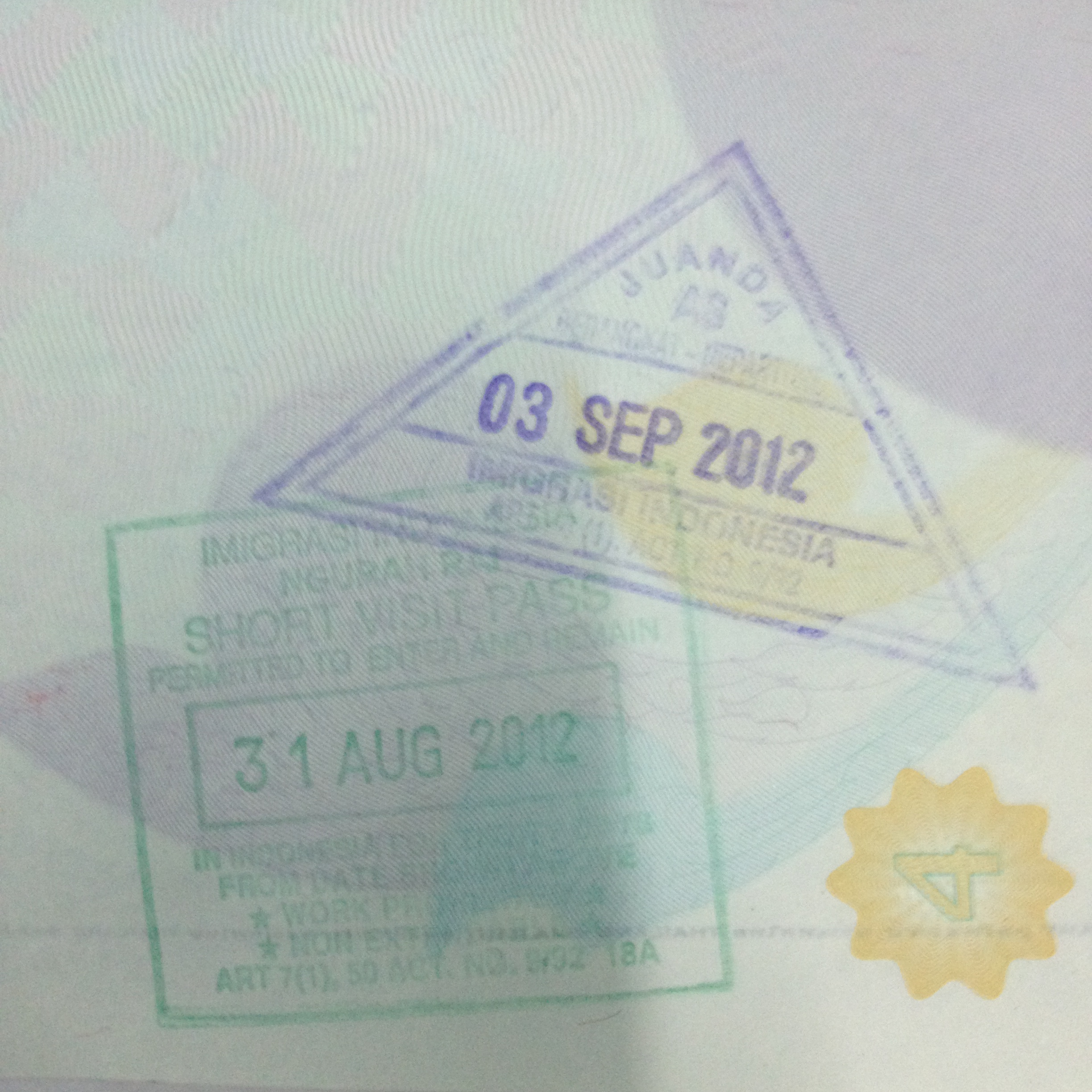
응우라라이 국제공항과 주안다 국제공항에서 태국 여권에 찍힌 출입국 도장
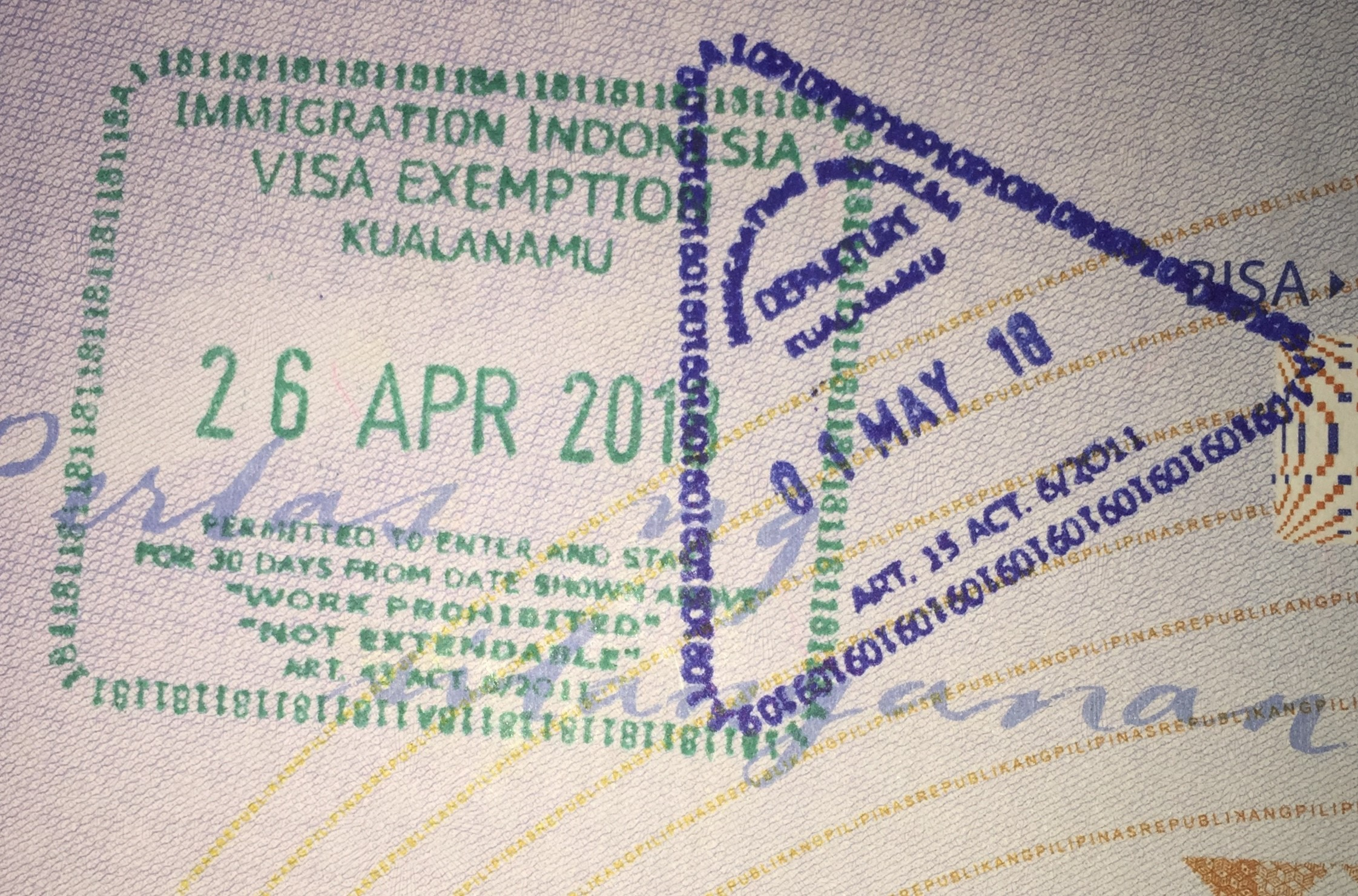
쿠알라나무 국제공항에서 필리핀 여권에 찍힌 출입국 도장

#### 이란

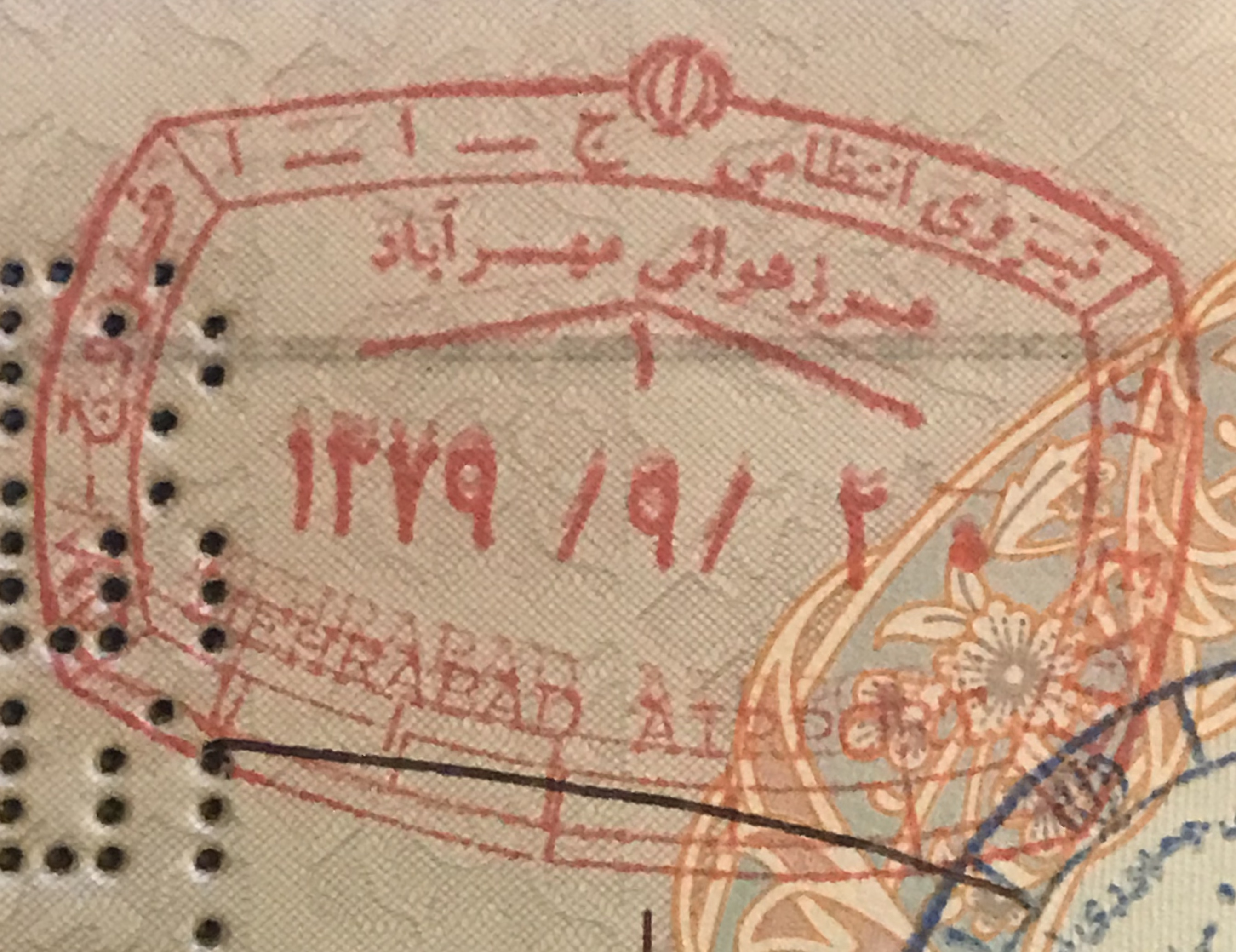
메흐라바드 국제공항에서 이란여권에 찍힌 출국 도장
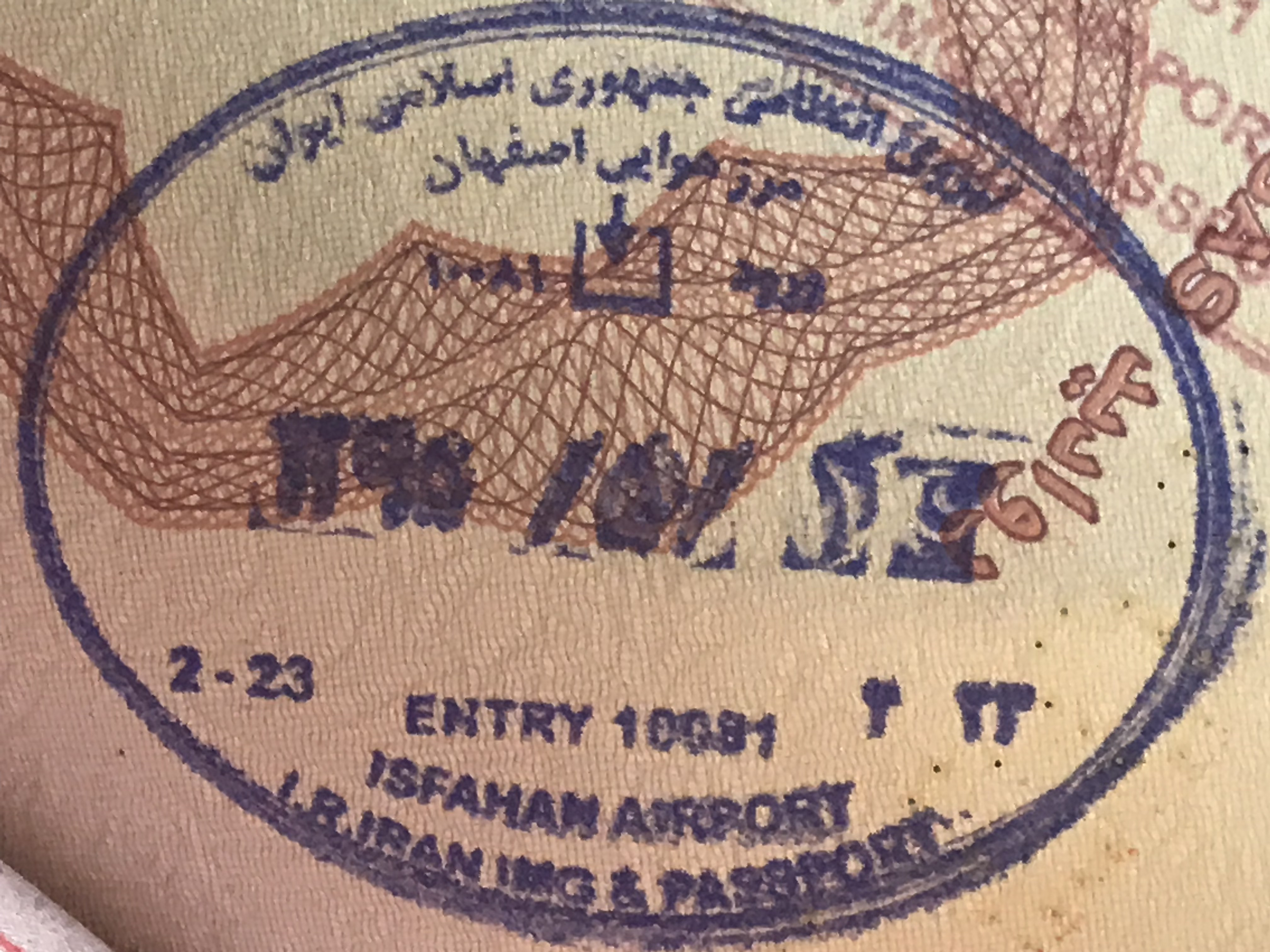
이스파한 국제공항에서 이란여권에 찍힌 입국 도장

이란은 입국 도장에 파란색 잉크가 들어간 타원형 모양의 도장이며 출국 도장은 붉은색 잉크가 들어간 사각형 모양의 도장을 사용한다.

#### 이라크

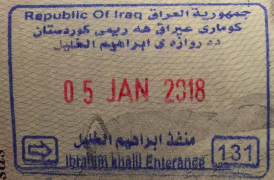
이브라힘 칼릴 국경 횡단에서 찍힌 입국 도장
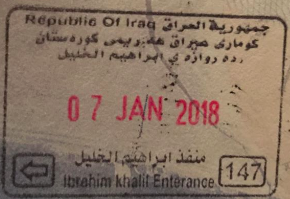
이브라힘 칼릴 국경 횡단에서 찍힌 출국 도장
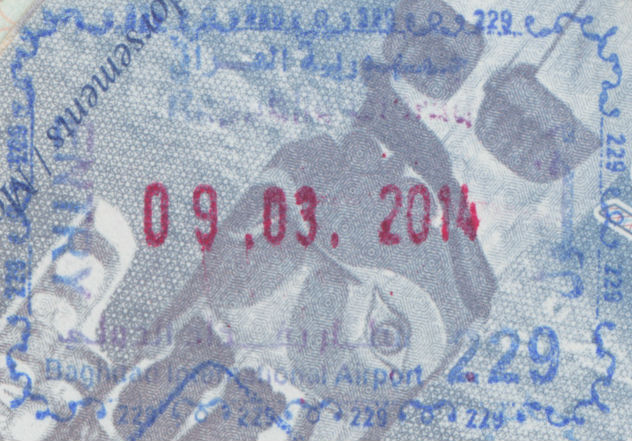
바그다드 국제공항에서 찍힌 입국 도장

## 같이 보기
- 인지 (세금)